# Đội tuyển bóng đá quốc gia Gruzia
Đội tuyển bóng đá quốc gia Gruzia là đội tuyển cấp quốc gia của Gruzia do Liên đoàn bóng đá Gruzia quản lý. Sân nhà của đội là sân vận động Boris Paichadze Dinamo Arena ở thủ đô Tbilisi.
Trận đấu đầu tiên của đội tuyển Gruzia diễn ra vào năm 1990, khi nước này vẫn còn là một phần của Liên Xô. Gruzia bắt đầu tham dự vòng loại các giải đấu lớn từ vòng loại Euro 96. Đội đã một lần góp mặt tại giải vô địch bóng đá châu Âu vào năm 2024 với tư cách là một quốc gia độc lập và gây bất ngờ lớn khi lọt vào vòng 16 đội ở ngay lần đầu tham dự. 

## Lịch sử
Cho đến năm 1990, các cầu thủ Gruzia thi đấu trong màu áo của đội tuyển Liên Xô. Trận đấu đầu tiên của đội tuyển Gruzia tiến hành khi Gruzia vẫn là một phần của Liên Xô, gặp Litva ngày 27 tháng 5 năm 1990, kết thúc với tỉ số hòa 2-2. (Sự thực trận đấu này diễn ra giữa hai câu lạc bộ Dinamo Tbilisi và Žalgiris Vilnius, tuy nhiên một thời gian sau, khoảng năm 1992–93, liên đoàn bóng đá của hai quốc gia quyết định đây là trận đấu giữa hai đội tuyển quốc gia, vì thực tế cầu thủ của hai câu lạc bộ này thời gian đó là những cầu thủ tốt nhất của Gruzia và Litva). Đó là trận đấu duy nhất của Gruzia trước khi tuyên bố độc lập vào ngày 9 tháng 4 năm 1991.
Liên đoàn bóng đá Gruzia trở thành thành viên của UEFA và FIFA năm 1992, được quyền tham gia các giải đấu quốc tế. Trận đấu đầu tiên vào tháng 9 năm 1994 khi họ thắng Moldova 1-0  trong khuôn khổ vòng loại Euro 1996. Gruzia kết thúc vòng loại ở vị trí thứ ba của bảng đấu, trên Moldova và Wales, nhưng không vào được vòng chung kết do không ở hai vị trí dẫn đầu. Sau đó, Gruzia hai lần xếp cuối bảng ở vòng loại Euro 2000 và 2004. Ở vòng loại các Giải vô địch bóng đá thế giới, Gruzia xếp thứ ba, tư và sáu. Do đó, chưa bao giờ họ vào được vòng chung kết một giải đấu lớn. Tuy nhiên, gần đây Gruzia có những kết quả khả quan khi có những chiến thắng trước cựu vô địch thế giới Uruguay và Thổ Nhĩ Kỳ ở những trận giao hữu.

## Thành tích tại các giải đấu

### Giải vô địch thế giới
- 1930 đến 1994 - Không tham dự, là một phần của Liên Xô
- 1998 đến 2022 - Không vượt qua vòng loại

### Giải vô địch châu Âu
| Thành tích tại giải vô địch bóng đá châu Âu | Thành tích tại giải vô địch bóng đá châu Âu | Thành tích tại giải vô địch bóng đá châu Âu | Thành tích tại giải vô địch bóng đá châu Âu | Thành tích tại giải vô địch bóng đá châu Âu | Thành tích tại giải vô địch bóng đá châu Âu | Thành tích tại giải vô địch bóng đá châu Âu | Thành tích tại giải vô địch bóng đá châu Âu | Thành tích tại giải vô địch bóng đá châu Âu |
| Năm                                         | Thành tích                                  | Thứ hạng                                    | Pld                                         | W                                           | D                                           | L                                           | GF                                          | GA                                          |
| ------------------------------------------- | ------------------------------------------- | ------------------------------------------- | ------------------------------------------- | ------------------------------------------- | ------------------------------------------- | ------------------------------------------- | ------------------------------------------- | ------------------------------------------- |
| 1960 đến 1992                               | Không tham dự, là một phần của Liên Xô      | Không tham dự, là một phần của Liên Xô      | Không tham dự, là một phần của Liên Xô      | Không tham dự, là một phần của Liên Xô      | Không tham dự, là một phần của Liên Xô      | Không tham dự, là một phần của Liên Xô      | Không tham dự, là một phần của Liên Xô      | Không tham dự, là một phần của Liên Xô      |
| 1996                                        | Không vượt qua vòng loại                    | Không vượt qua vòng loại                    | Không vượt qua vòng loại                    | Không vượt qua vòng loại                    | Không vượt qua vòng loại                    | Không vượt qua vòng loại                    | Không vượt qua vòng loại                    | Không vượt qua vòng loại                    |
| 2000                                        | Không vượt qua vòng loại                    | Không vượt qua vòng loại                    | Không vượt qua vòng loại                    | Không vượt qua vòng loại                    | Không vượt qua vòng loại                    | Không vượt qua vòng loại                    | Không vượt qua vòng loại                    | Không vượt qua vòng loại                    |
| 2004                                        | Không vượt qua vòng loại                    | Không vượt qua vòng loại                    | Không vượt qua vòng loại                    | Không vượt qua vòng loại                    | Không vượt qua vòng loại                    | Không vượt qua vòng loại                    | Không vượt qua vòng loại                    | Không vượt qua vòng loại                    |
| 2008                                        | Không vượt qua vòng loại                    | Không vượt qua vòng loại                    | Không vượt qua vòng loại                    | Không vượt qua vòng loại                    | Không vượt qua vòng loại                    | Không vượt qua vòng loại                    | Không vượt qua vòng loại                    | Không vượt qua vòng loại                    |
| 2012                                        | Không vượt qua vòng loại                    | Không vượt qua vòng loại                    | Không vượt qua vòng loại                    | Không vượt qua vòng loại                    | Không vượt qua vòng loại                    | Không vượt qua vòng loại                    | Không vượt qua vòng loại                    | Không vượt qua vòng loại                    |
| 2016                                        | Không vượt qua vòng loại                    | Không vượt qua vòng loại                    | Không vượt qua vòng loại                    | Không vượt qua vòng loại                    | Không vượt qua vòng loại                    | Không vượt qua vòng loại                    | Không vượt qua vòng loại                    | Không vượt qua vòng loại                    |
| 2020                                        | Không vượt qua vòng loại                    | Không vượt qua vòng loại                    | Không vượt qua vòng loại                    | Không vượt qua vòng loại                    | Không vượt qua vòng loại                    | Không vượt qua vòng loại                    | Không vượt qua vòng loại                    | Không vượt qua vòng loại                    |
| 2024                                        | Vòng 2                                      | 15th                                        | 4                                           | 1                                           | 1                                           | 2                                           | 5                                           | 8                                           |
| 2028                                        | Chưa xác định                               | Chưa xác định                               | Chưa xác định                               | Chưa xác định                               | Chưa xác định                               | Chưa xác định                               | Chưa xác định                               | Chưa xác định                               |
| 2032                                        | Chưa xác định                               | Chưa xác định                               | Chưa xác định                               | Chưa xác định                               | Chưa xác định                               | Chưa xác định                               | Chưa xác định                               | Chưa xác định                               |
| Tổng cộng                                   | 1 lần vòng 2                                | 1/8                                         | 4                                           | 1                                           | 1                                           | 2                                           | 5                                           | 8                                           |

### UEFA Nations League
| Thành tích tại UEFA Nations League | Thành tích tại UEFA Nations League | Thành tích tại UEFA Nations League | Thành tích tại UEFA Nations League | Thành tích tại UEFA Nations League | Thành tích tại UEFA Nations League | Thành tích tại UEFA Nations League | Thành tích tại UEFA Nations League | Thành tích tại UEFA Nations League | Thành tích tại UEFA Nations League | Thành tích tại UEFA Nations League |
| Mùa giải                           | Hạng đấu                           | Bảng                               | Pos                                | Pld                                | W                                  | D                                  | L                                  | GF                                 | GA                                 |                                    |
| ---------------------------------- | ---------------------------------- | ---------------------------------- | ---------------------------------- | ---------------------------------- | ---------------------------------- | ---------------------------------- | ---------------------------------- | ---------------------------------- | ---------------------------------- | ---------------------------------- |
| 2018–19                            | D                                  | 1                                  | 1st                                | 6                                  | 5                                  | 1                                  | 0                                  | 12                                 | 2                                  |                                    |
| 2020–21                            | C                                  | 2                                  | 3rd                                | 6                                  | 1                                  | 4                                  | 1                                  | 6                                  | 6                                  |                                    |
| 2022–23                            | C                                  | 4                                  | 1st                                | 6                                  | 5                                  | 1                                  | 0                                  | 16                                 | 3                                  |                                    |
| Tổng cộng                          | Tổng cộng                          | –                                  | –                                  | 18                                 | 11                                 | 6                                  | 0                                  | 34                                 | 11                                 |                                    |

## Đội hình

### Đội hình hiện tại
Đây là đội hình đã hoàn thành UEFA Euro 2024.
Số lần khoác áo và bàn thắng chính xác tính đến ngày 30 tháng 6 năm 2024, sau trận đấu với Tây Ban Nha.
| Số | VT | Cầu thủ                   | Ngày sinh (tuổi)  | Trận | Bàn | Câu lạc bộ            |
| -- | -- | ------------------------- | ----------------- | ---- | --- | --------------------- |
| 1  | TM | Giorgi Loria              | 27 tháng 1, 1986  | 78   | 0   | Dinamo Tbilisi        |
| 12 | TM | Luka Gugeshashvili        | 29 tháng 4, 1999  | 1    | 0   | Qarabağ               |
| 25 | TM | Giorgi Mamardashvili      | 29 tháng 9, 2000  | 21   | 0   | Valencia              |
|    |    |                           |                   |      |     |                       |
| 2  | HV | Otar Kakabadze            | 27 tháng 6, 1995  | 65   | 0   | Cracovia              |
| 3  | HV | Lasha Dvali               | 14 tháng 5, 1995  | 36   | 1   | APOEL                 |
| 4  | HV | Guram Kashia (đội trưởng) | 4 tháng 7, 1987   | 117  | 3   | Slovan Bratislava     |
| 5  | HV | Solomon Kvirkvelia        | 6 tháng 2, 1992   | 61   | 0   | Al-Okhdood            |
| 13 | HV | Giorgi Gocholeishvili     | 14 tháng 2, 2001  | 8    | 0   | Shakhtar Donetsk      |
| 14 | HV | Luka Lochoshvili          | 29 tháng 5, 1998  | 14   | 1   | Cremonese             |
| 15 | HV | Giorgi Gvelesiani         | 5 tháng 4, 1991   | 4    | 0   | Persepolis            |
| 24 | HV | Jemal Tabidze             | 18 tháng 3, 1996  | 15   | 1   | Panetolikos           |
|    |    |                           |                   |      |     |                       |
| 6  | TV | Giorgi Kochorashvili      | 29 tháng 6, 1999  | 12   | 0   | Levante               |
| 9  | TV | Zuriko Davitashvili       | 15 tháng 2, 2001  | 39   | 6   | Bordeaux              |
| 10 | TV | Giorgi Chakvetadze        | 29 tháng 8, 1999  | 29   | 8   | Watford               |
| 16 | TV | Nika Kvekveskiri          | 29 tháng 5, 1992  | 61   | 0   | Lech Poznań           |
| 17 | TV | Otar Kiteishvili          | 26 tháng 3, 1996  | 39   | 3   | Sturm Graz            |
| 18 | TV | Sandro Altunashvili       | 19 tháng 5, 1997  | 7    | 0   | Wolfsberger AC        |
| 19 | TV | Levan Shengelia           | 27 tháng 10, 1995 | 17   | 1   | Panetolikos           |
| 20 | TV | Anzor Mekvabishvili       | 5 tháng 6, 2001   | 17   | 0   | Universitatea Craiova |
| 21 | TV | Giorgi Tsitaishvili       | 18 tháng 11, 2000 | 21   | 1   | Dinamo Batumi         |
| 23 | TV | Saba Lobzhanidze          | 18 tháng 12, 1994 | 37   | 3   | Atlanta United        |
| 26 | TV | Gabriel Sigua             | 30 tháng 6, 2005  | 2    | 0   | Basel                 |
|    |    |                           |                   |      |     |                       |
| 7  | TĐ | Khvicha Kvaratskhelia     | 12 tháng 2, 2001  | 34   | 16  | Napoli                |
| 8  | TĐ | Budu Zivzivadze           | 10 tháng 3, 1994  | 28   | 8   | Karlsruher SC         |
| 11 | TĐ | Giorgi Kvilitaia          | 1 tháng 10, 1993  | 38   | 6   | APOEL                 |
| 22 | TĐ | Georges Mikautadze        | 31 tháng 10, 2000 | 29   | 13  | Metz                  |

### Triệu tập gần đây
Những cầu thủ sau đây chưa được triệu tập cho các trận đấu sắp tới nhưng đã được triệu tập vào đội tuyển trong 12 tháng qua.
| Vt | Cầu thủ                | Ngày sinh (tuổi) | Số trận | Bt | Câu lạc bộ        | Lần cuối triệu tập               |
| -- | ---------------------- | ---------------- | ------- | -- | ----------------- | -------------------------------- |
| HV | Vladimer Mamuchashvili | 28 tháng 8, 1997 | 10      | 0  | Dinamo Batumi     | v. Hy Lạp, 26 March 2024         |
| HV | Saba Sazonov           | 1 tháng 2, 2002  | 3       | 0  | Torino            | v. Hy Lạp, 26 March 2024         |
| HV | Irakli Azarovi         | 21 tháng 2, 2002 | 18      | 0  | Shakhtar Donetsk  | v. Tây Ban Nha, 19 November 2023 |
| HV | Aleksandre Kalandadze  | 9 tháng 5, 2001  | 2       | 0  | Dinamo Tbilisi    | v. Tây Ban Nha, 19 November 2023 |
| HV | Iva Gelashvili         | 8 tháng 4, 2001  | 1       | 0  | Spezia            | v. Tây Ban Nha, 19 November 2023 |
|    |                        |                  |         |    |                   |                                  |
| TV | Jaba Kankava           | 18 tháng 3, 1986 | 101     | 10 | Slovan Bratislava | UEFA Euro 2024RET                |
| TV | Giorgi Aburjania       | 2 tháng 1, 1995  | 39      | 1  | Hatayspor         | v. Tây Ban Nha, 19 November 2023 |
| TV | Luka Gagnidze          | 28 tháng 2, 2003 | 5       | 0  | Dynamo Moscow     | v. Na Uy, 12 September 2023      |
|    |                        |                  |         |    |                   |                                  |
| TĐ | Davit Volkovi          | 3 tháng 6, 1995  | 5       | 2  | Sabah             | v. Tây Ban Nha, 19 November 2023 |

### Ra sân nhiều nhất

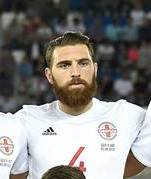
Guram Kashia là cầu thủ khoác áo Gruzia nhiều nhất với 117 lần ra sân.

### Ghi bàn nhiều nhất

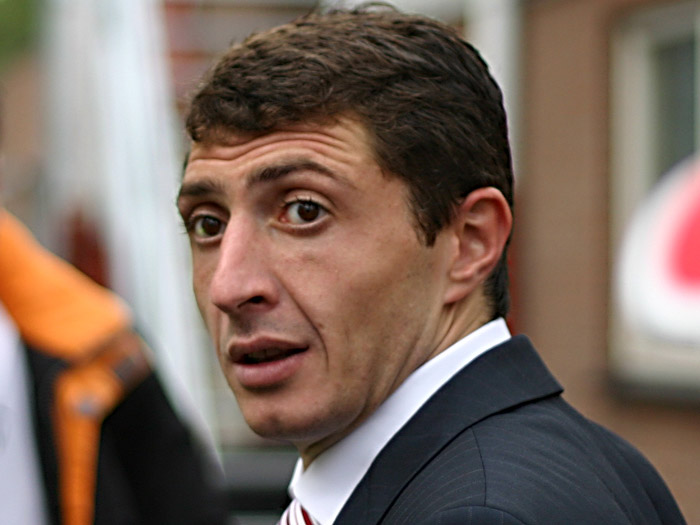
Shota Arveladze là cầu thủ ghi nhiều bàn thắng nhất cho Gruzia với 26 bàn thắng.

## Kỷ lục
Tính đến 30 tháng 6 năm 2024
Cầu thủ in đậm vẫn còn thi đấu ở đội tuyển quốc gia.
| Hạng | Cầu thủ             | Trận | Bàn | Sự nghiệp |
| ---- | ------------------- | ---- | --- | --------- |
| 1    | Guram Kashia        | 117  | 3   | 2009–     |
| 2    | Jaba Kankava        | 100  | 10  | 2004–2021 |
| 2    | Levan Kobiashvili   | 100  | 12  | 1996–2011 |
| 4    | Zurab Khizanishvili | 92   | 1   | 1999–2015 |
| 5    | Kakha Kaladze       | 83   | 1   | 1996–2011 |
| 6    | Giorgi Loria        | 78   | 0   | 2008–     |
| 7    | Giorgi Nemsadze     | 69   | 0   | 1992–2004 |
| 8    | Aleksandre Iashvili | 67   | 15  | 1996–2011 |
| 9    | Otar Kakabadze      | 65   | 0   | 2015–     |
| 10   | Gocha Jamarauli     | 62   | 6   | 1994–2004 |
| 10   | Valeri Qazaishvili  | 62   | 13  | 2014–2022 |

| Hạng | Cầu thủ               | Bàn | Trận | Hiệu số | Sự nghiệp |
| ---- | --------------------- | --- | ---- | ------- | --------- |
| 1    | Shota Arveladze       | 26  | 61   | 0.43    | 1992–2007 |
| 2    | Temur Ketsbaia        | 17  | 52   | 0.33    | 1990–2003 |
| 3    | Khvicha Kvaratskhelia | 16  | 34   | 0.47    | 2020–     |
| 4    | Aleksandre Iashvili   | 15  | 67   | 0.22    | 1996–2011 |
| 5    | Georges Mikautadze    | 13  | 29   | 0.45    | 2021–     |
| 5    | Tornike Okriashvili   | 13  | 50   | 0.26    | 2010–2021 |
| 5    | Valeri Qazaishvili    | 13  | 62   | 0.21    | 2014–2022 |
| 8    | Giorgi Demetradze     | 12  | 56   | 0.21    | 1996–2007 |
| 8    | Levan Kobiashvili     | 12  | 100  | 0.12    | 1996–2011 |
| 10   | Jaba Kankava          | 10  | 101  | 0.1     | 2004–2024 |